# Hypoleria sylphis
Hypoleria sylphis är en fjärilsart som beskrevs av William James Kaye 1905. Hypoleria sylphis ingår i släktet Hypoleria och familjen praktfjärilar. Inga underarter finns listade i Catalogue of Life.